# Zygodon fragilis
Zygodon fragilis är en bladmossart som beskrevs av H. Robinson in H. Robinson, Holm-nielsen och Lojtnant 1977. Zygodon fragilis ingår i släktet ärgmossor, och familjen Orthotrichaceae. Inga underarter finns listade i Catalogue of Life.